# تهران منسیموف
تهران منسیموف (انگلیسی: Tehran Mansimov؛ زادهٔ ۲۴ اوت ۱۹۷۲) فرد نظامی اهل جمهوری آذربایجان است.
وی همچنین برندهٔ جوایزی همچون نشان برای آزادسازی شوشا، نشان برای آزادسازی خوجاوند، نشان برای آزادسازی فضولی، نشان پرچم آذربایجان، و نشان برای قهرمانی شده‌است.